# Christian Bauer
Pour les articles homonymes, voir Christian Bauer (homonymie) et Bauer.
Christian Bauer est un joueur d'échecs français et un auteur de livres sur les échecs, né le 11 janvier 1977 à Forbach.
Au 1er juin 2022, son classement Elo de la Fédération internationale des échecs est de 2 607 points, ce qui en fait le 7e joueur français. Son meilleur classement Elo a été de 2 682 points en août 2012.

## Biographie et carrière
Grand maître international du jeu d'échecs, Christian Bauer a remporté le titre de champion de France en 1996, 2012 (titre partagé) et 2015 (après un match de départage).
En 1999, lors du championnat du monde disputé à Las Vegas, il bat l'Ouzbek Rustam Qosimjonov au premier tour (1,5 à 0,5) puis est éliminé par le Hongrois Peter Leko au deuxième tour (0,5 à 1,5).
Sélectionné en équipe de France lors de l'Olympiade d'échecs de 2018, il remporte la médaille de bronze du 5e échiquier (échiquier de réserve) avec 7 points marqués en 9 parties. Lors de l'Olympiade d'échecs de 2000, il marqua 6 points en 11 parties au premier échiquier de l'équipe de France. La même année, il remporta la médaille d'or individuelle au premier échiquier lors de la Coupe d'Europe des clubs d'échecs 2000 avec notamment une victoire sur l'Ukrainien Vassili Ivantchouk lors du premier match de l'équipe de Nancy.
Lors des championnats d'Europe par équipe, il remporta la médaille d'or individuelle à l'échiquier de réserve en 2011 avec 6,5 points marqués en 8 parties (performance Elo de 2 797 points, 5 victoires et trois nulles). En 2001, il remporta la médaille d'argent par équipe (il jouait au troisième échiquier de la France). En 2011, il remporta la médaille de bronze par équipe avec la France.

## Publications
- (en) Christian Bauer, Play 1...b6 : A Dynamic and Hypermodern Opening System for Black, Londres, Everyman Chess, 2005, 224 p. (ISBN 1-85744-410-8, OCLC 66455914)
- (en) Christian Bauer, The Philidor Files, Detailed Coverage of a Dynamic Opening, Londres, Everyman Chess, 2007, 304 p. (ISBN 978-1-85744-436-0, OCLC 135213995)
- Christian Bauer, Jouez la Scandinave, Montpellier, Olibris, 2010, 331 p. (ISBN 978-2-916340-43-2, OCLC 762936122)
- Traduction en français : Zenon Franco, L'Anglaise expliquée, Olibris, 2007, 140 p. (ISBN 978-2-916340-13-5)
- Traduction en français : Aaron Nimzowitsch, Le Blocage / Une Nouvelle Conception, Olibris, 2012, 118 p. (ISBN 978-2-916340-59-3)
- Traduction en français : Aaron Nimzowitsch, Mon système, t. 1, Olibris, 2022, 224 p. (ISBN 979-1097-14030-4)
- Traduction en français : Aaron Nimzowitsch, Mon système, t. 2, Olibris, 2022, 166 p. (ISBN 979-1097-14036-6)

## Deux parties
Christian Bauer-Vladimir Malakhov, Réthymnon, 2003
1. e4 c5 2. Cf3 Cc6 3. d4 cxd4 4. Cxd4 g6 5. Cc3 Fg7 6. Fe3 Cf6 7. Fc4 0-0 8. Fb3 a5 9. f3 d5! (un coup typique de la variante du dragon accéléré au lieu de ...d6 suivi éventuellement de ...d5 dans la variante du dragon) 10. Fxd5 Cxd5 11. exd5 Cb4 12. Cde2 e6! 13. a3 Cxd5 14. Cxd5 exd5 15. Fd4 Fh6! 16. 0-0 Ff5 17. Cg3 Dd7 18. c3 Tfe8 19. Tf2 a4! 20. Df1 Ff4 21. Td1 Fe6!? Les Noirs jouent pour le gain 22. Te2 Db5 23. Tde1 Fd7 24. Df2 Txe2 25. Txe2 Te8 26. Txe8+ Fxe8 27. Fe3 Fc7 28. Dd2 f6 29. Fd4 Fd8 30. Cf1 Dc6 31. Df4 Fc7 32. Dh4 g5 33. Dh6?! (33. Df2) 33...Fb6! 34. h4 Fxd4+ 35. cxd4 Db6 36. hxg5 Dxd4+ 37. Rh1 Fg6 38. gxf6 Dxf6 39. Dd2 d4 40. Rg1 Db6 41. Rf2 Rf7 42. Re1 Re6? (42...Dd6) 43. Cg3 Rd5 44. Ce2 Rc4 45. g4 Dd6 46. f4! Fe4? 47. f5?! (47. Dc1+! Rb3 48. Dd1+ Rxb2 49. Dxa4) 47...h5? (47...b5) 48. Df4! Dd5 49. Cg3 Fd3 50. gxh5 Da5+ 51. Rf2 Db6 52. Dc1+ Rd5 53. h6 Fc4 54. h7 d3+ 55. Rg2 Dd4 56. Dc3 De3 57. Da5+ Rc6 58. Dxa4+ Rb6 59. Db4+ Ra6 60. Da4+ Rb6 61. Db4+ Ra6 62. Dxc4+ 1-0.
Christian Bauer-Viktor Kortchnoï, Enghien-les-Bains, 2003
1. Cf3 d5 2. d4 Cf6 3. c4 e6 4. g3 Fb4+ 5. Fd2 Fe7 6. Fg2 0-0 7. 0-0 c6 8. Dc2 Cbd7 9. Td1 b6 10. Ff4 Fb7 11. Cc3 dxc4 12. Cd2 Cd5 13. Cxc4 Cxf4 14. gxf4 g6 15. Tac1 Tc8 16. e3 Cf6 17. a3 Cd5 18. b4! a5 19. bxa5 bxa5 20. Db3 Fa6 21. Ce5 Dd6 22. Ta1! Tb8 23. Dc2 Tfc8 24. Ce4 Dc7 25. Tdc1 Fb5 26. Cc5 Fxc5 27. Dxc5 a4 28. f5! gxf5 29. Fxd5 exd5 30. Rh1 f6? (30...Rh8) 31. Tg1+ Rh8 32. Dd6!! 1-0.